# صحة البابا يوحنا بولس الثاني

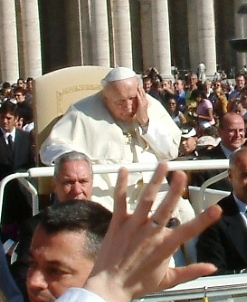
البابا يوحنا بولس الثاني خلال اللقاء العام، 29 سبتمبر 2004، ساحة القديس بطرس، الفاتيكان

دخل البابا يوحنا بولس الثاني البابوية عام 1978، بوصفه رياضيًا نهمًا، يستمتع بالتنزه والسباحة. كان ألبابا ذو الثمانية والخمسين عامًا يتمتع بصحة جيدة ونشاط عال ٍ بالنسبة لعمره، إذ كان يركض في حدائق الفاتيكان، ويثير الرعب في نفوس موظفي الفاتيكان، الذين أخبروه أنّ السائحين الذين يصعدون إلى قبة كاتدرائية القديس بطرس يمكن أن يشاهدوه وهو يركض. وكان رد البابا، وفقًا لتقارير وسائل الإعلام، «وماذا في ذلك؟». وعندما تساءل الكرادلة عن تكلفة تركيب حمام سباحة في مسكنِه الصيفي، رَد مازحًا إنهُ «أرخص من اجتماع سري آخر».
تلقى ألبابا الكثير من التعقيبات من وسائل الإعلام المتعلقة بلياقته البدنية ومظهره الصحي بعد انتخابه، إذ قُورنَتْ صحته ورشاقته مع يوحنا بولس الأول، وبولس السادس اللذين كانا يعانيان حالة صحية سيئة، إضافةً إلى البدانة التي كان يعاني منها ألبابا يوحنا الثالث والعشرون، والادعاءات المستمرة لأمراض ألبابا بيوس الثاني عشر. إذ إن ألبابا ألوحيد الذي كان يَتّبع نظامًا صحيًا هو ألبابا بيوس الحادي عَشَر )حكم من 1922 إلى 1939 )، الذي كان متسلقًا متحمسًا للجبال. وقد وصفت المقالة الأيرلندية (إندبندنت -  Independent) ألبابا في الثمانينيات من القرن العشرين بأنه «ألبابا المحافظ على لياقته».
ورغم ذلك، وبعد أكثر من خمس وعشرين عامًا على البابوية، ومحاولتَي اغتيال -أسفرت إحداهما عن إصابته بجروح جسديه خطيرة- ومخاوف من إصابته بالسرطان، تدهورت صحته.

## الأيام الأخيرة
في الأول من فبراير من عام 2005، نُقِل البابا إلى مستشفى (جيميلي - Gemelli)، إذ كان يعاني من التهاب حاد وتشنج في الحنجرة؛ بسبب نوبة الإنفلونزا. بعد ذلك سُمِح له بالخروج من المستشفى، ولكن في أواخر شهر فبراير من عام 2005 ، بدأ يعاني صعوبةً في التنفس، وأعيد إلى المستشفى، إذ أجرى عملية جراحية، ما سَمح له بالتنفس بسهولة أكبر، وحدّت من قدرته على الكلام، إذ أبدى إحباطًا واضحًا خلال محاولة فاشلة للتحدث أمام الجمهور من نافذة جناح المستشفى.
في أحد الشعانين (20 مارس 2005) ظَهر البابا لفترة وجيزة مِن نافذتهِ ولوّحَ بصمت بغصنِ زيتون للحجاج. وبعد ذلك بيومين تجددت المخاوف بشأن صحته بعد أنْ ذكرت التقارير أنه أخذَ منعطفًا نحو الأسوأ، ولم يكن يستجيب للأدوية. وبحلول نهاية الشهر كانت التكهنات قد أخذت بالنمو. أكد مسؤولو الفاتيكان أنه على وشك الموت. عندما كان البابا قد ذهب إلى الكنيسة في 31 مارس 2005 نحو الساعة الحادية عشر صباحًا؛ للاحتفال بالقداس، وأصيب بقشعريرة شديدة أعقبها ارتفاع في درجة الحرارة؛ بسبب التهاب المسالك البولية. رغم استخدام المضادات الحيوية فإن المرض أخذ في التطور إلى تعفن الدم، وفشل عضوي متعدد. ورغم ذلك، لم يُنقَل إلى المستشفى مرة أخرى، إذ أحضِرت معدات المراقبة الطبية إلى مقر إقامته في الفاتيكان، حيث تابعه فريق مِن كِبار الأطباء. في الثاني مِن أبريل 2005، في تمام الساعة 9:37 مساءً، توفي البابا في شقته، عن عُمر يُناهز 84 عامًا و319 يومًا، أي قبل 46 يومًا من عيد ميلاده الخامس والثمانين. يُذكَر أن البابا مات وهو يتطلع نحو النافذة ويصلي، رفع يده اليمنى كما لو كان على علم بالحشود الحاضرة في ساحة القديس بطرس، وقد بذل جُهدًا ليقول «آمين»، وانتهت حياته. جعلت إضاءة المصباح الثالث في الشقة البابوية بعض المتفرجين في الساحة يعرفون أن النهاية قد أتت، وتأكدت وفاتهُ عندما ظلت إشارة مخطط كهربائية القلب مستوية لأكثر من 20 دقيقة.
كان لألبابا يوحنا بولس الثاني، ثالث أطول خدمة بابوية في التاريخ، بعد القديس بطرس، وألبابا بيوس التاسع. توفي بعد 26 سنة و162 يومًا من تنصيبه، ودُفِن في الثامن مِن أبريل 2005، بحضور ملايين المؤمنين.  